# Liceum Ogólnokształcące im. Stefana Czarnieckiego w Nisku
Liceum Ogólnokształcące im. Stefana Czarnieckiego w Nisku – liceum ogólnokształcące z siedzibą w Nisku.

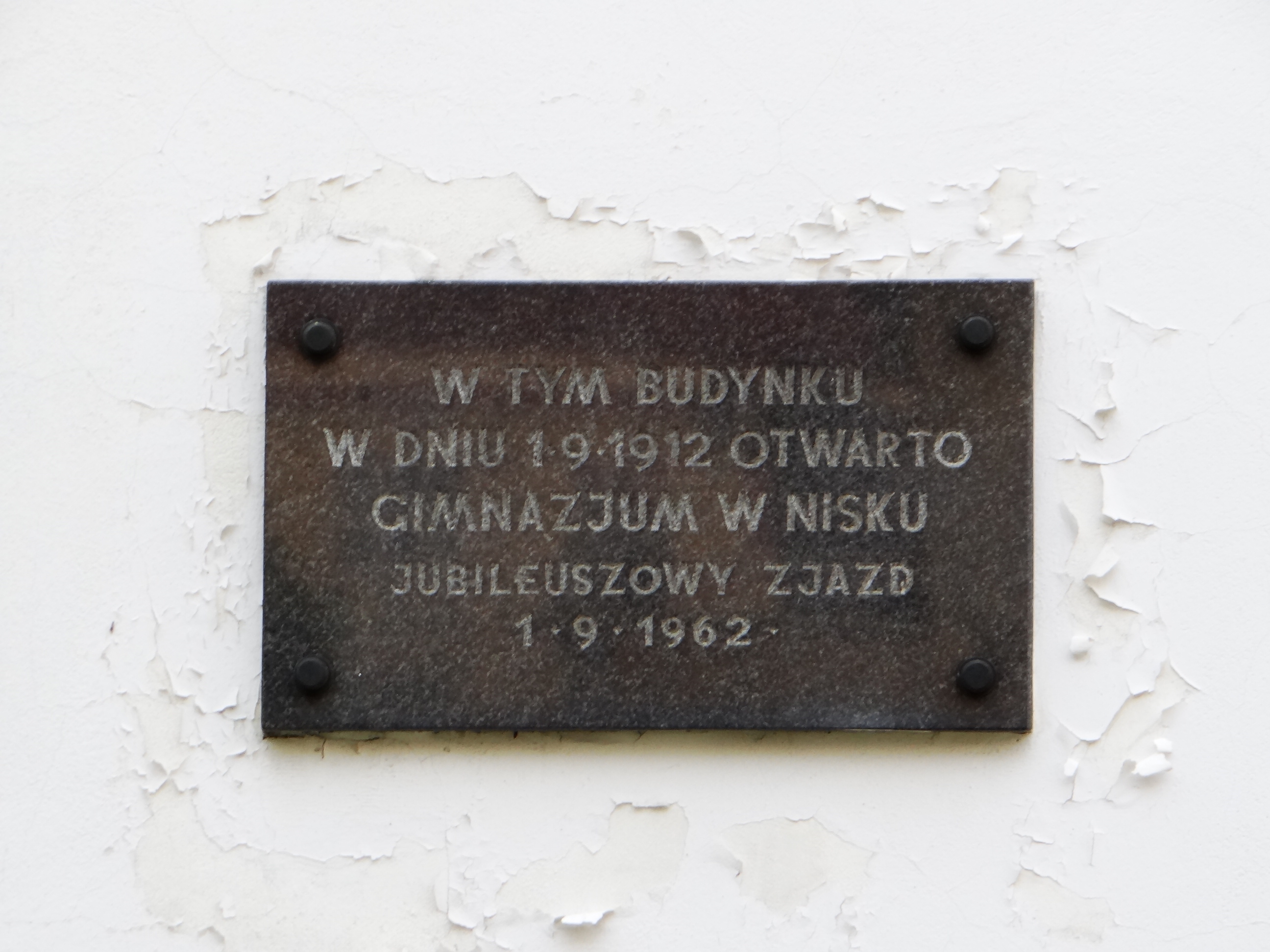
Tablica upamiętniająca otwarcie gimnazjum

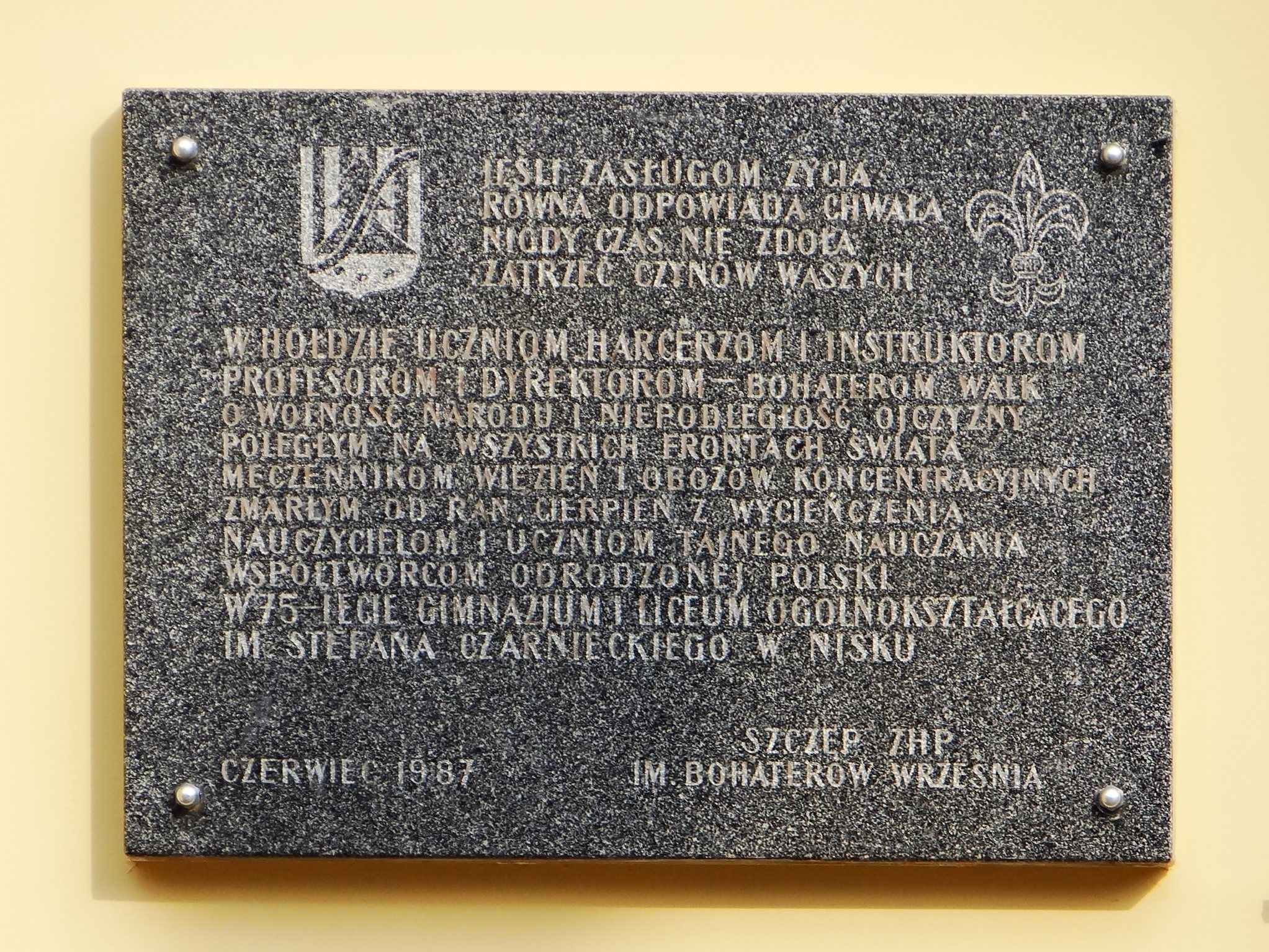
Tablica upamiętniająca harcerzy na gmachu szkoły

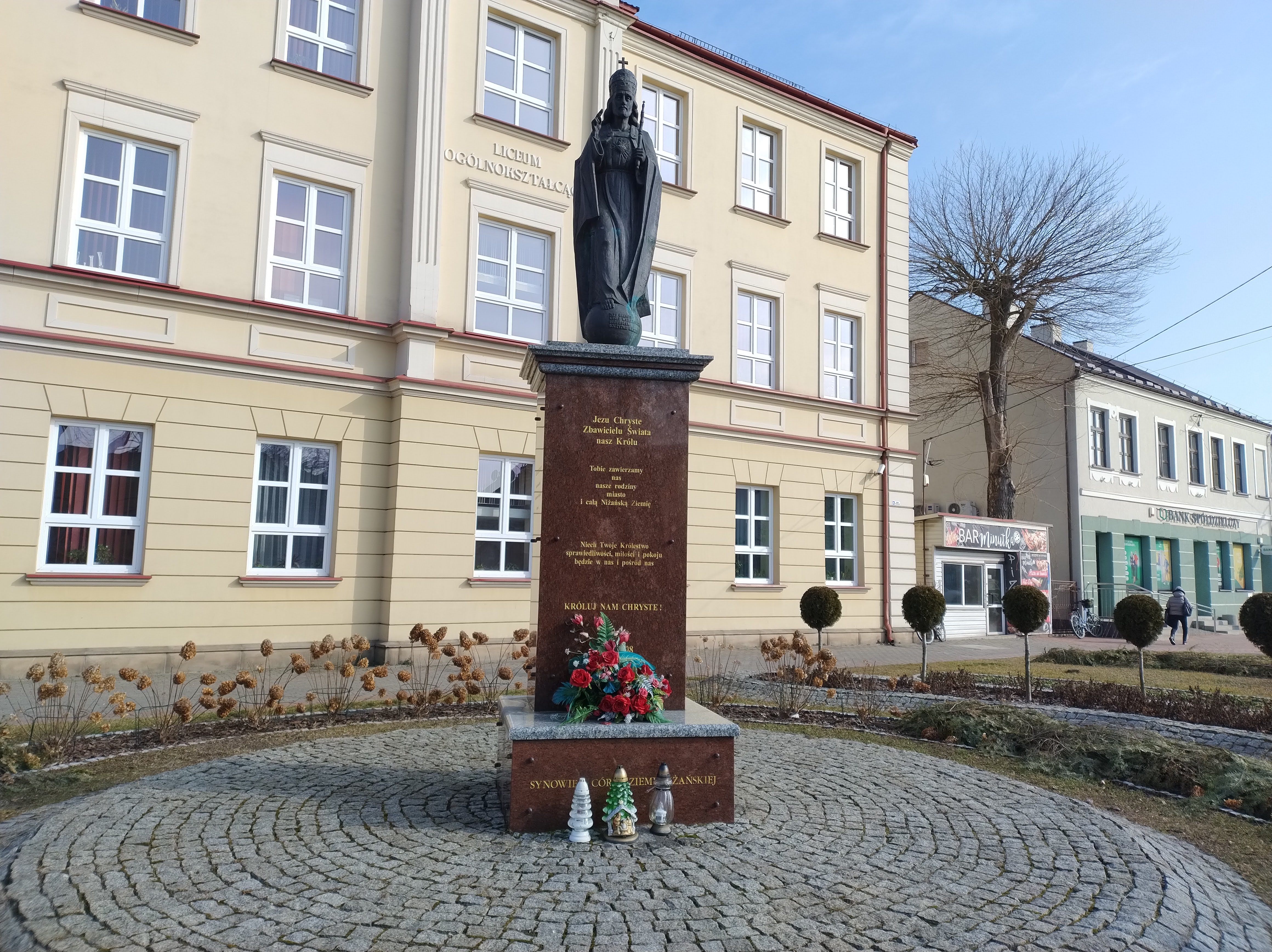
Pomnik Jezusa Chrystusa przed budynkiem liceum

## Historia
Gimnazjum zostało założone w okresie zaboru austriackiego w 1912 jako Prywatne Gimnazjum Realne w Nisku. Początkowo działało w typie realnym.
Po odzyskaniu przez Polskę niepodległości i nastaniu II Rzeczypospolitej w 1921 gimnazjum zostało upaństwowione. Począwszy od roku szkolnego 1925/1926 gimnazjum prowadzono w typie humanistycznym. W 1926 w Gimnazjum było osiem klas z 13 oddziałami, w których uczyło się 349 uczniów i 82 uczennic. W 1935 nadano szkole patronat Stefana Czarnieckiego. Zarządzeniem Ministra Wyznań Religijnych i Oświecenia Publicznego Wojciecha Świętosławskiego z 23 lutego 1937 „Państwowe Gimnazjum im. Stefana Czarnieckiego w Nisku” zostało przekształcone w „Państwowe Liceum i Gimnazjum im. Stefana Czarnieckiego w Nisku” (państwową szkołę średnią ogólnokształcącą, złożoną z czteroletniego gimnazjum i dwuletniego liceum), a po wejściu w życie tzw. reformy jędrzejewiczowskiej szkoła miała charakter koedukacyjny, zaś wydział liceum ogólnokształcącego był prowadzony w typie humanistycznym łączonym z matematyczno-fizycznym.
Po wybuchu II wojny światowej od 1939 szkoła nie funkcjonowała, a jej działalność została reaktywowana jesienią 1944.

## Dyrektorzy
- Władysław Olszewski[4]
- Tadeusz Rojek[4]
- Karol Piękoś[4]
- Stanisław Ćwikowski (kier., dyr. od 1924)[6][4]
- Ludwik Zakulski[3]
- Zdzisław Londoński[3]
- Stanisław Sokołowski[3]
- Roman Ślęzak[7]

## Nauczyciele
- ks. Gustaw Nachajski
- Jan Radomski

## Uczniowie i absolwenci
Absolwenci
- Feliks Borecki – oficer
- Jan Chudzik – prawnik, działacz ruchu narodowego
- Bronisław Gancarz – lekkoatleta (1928)
- Leon Mirecki – działacz ruchu narodowego, adwokat (1925)
- Wojciech Piróg – działacz gospodarczy
- Stanisław Puchalski – urzędnik, żołnierz
- Jan Rostek – oficer (1936)
- Józef Sarna – oficer
- Jan Sobiło – duchowny (1981)
- Marek Zybura – germanista, literaturoznawca, historyk kultury
- Józef Kopeć – duchowny, zamordowany w 1944 r. przez UPA

Uczniowie
- Stanisław Bąk – językoznawca
- Tadeusz Gajda – żołnierz
- Franciszek Guściora – historyk, nauczyciel
- Adam Mirecki – działacz ruchu narodowego, żołnierz
- Bronisław Mirecki – duchowny rzymskokatolicki
- Kazimierz Mirecki – działacz ruchu narodowego
- Zbigniew Pilawski – lekarz
- Karol Ziarno – nauczyciel